# Vieira Sport Clube
O Vieira Sport Clube é um clube de futebol português, localizado no município de Vieira do Minho, distrito de Braga.
Pelo Vieira Sport Clube passaram nomes, como por exemplo:
Agostinho Oliveira, treinador de futebol(com passagens pelas seleções portuguesas) que iniciou a carreira de treinador precisamente no Vieira Sport Clube;
João Pedro, avançado, que defendeu as cores do Salgueiros na 1ª divisão;
Litos, guarda-redes, que defendeu as cores do Varzim na 1ª divisão;
Romeu Ribeiro, que iniciou a sua formação no Vieira Sport clube antes de chegar ao SL Benfica e às seleções jovens portuguesas;

## História
O clube foi fundado em 1965, entre outros, por José Gaudêncio Ribeiro, que muito fez por honrar o Vieira Sport Clube e Vieira do Minho. O atual presidente do Vieira Sport Clube é Pedro Miguel da Cruz Araújo que lidera a Direção.
Ao longo de quase meio século de existência o Vieira Sport Clube tornou-se num clube de referência nos distritais da A.F. Braga. No seu vasto currículo destacam-se os seguintes troféus:
1 título de campeão da III divisão,série A;
4 taças da A.F. Braga;
4 títulos de campeão da A.F. Braga, e consequente subida de divisão;
O ponto alto do Vieira Sport Clube aconteceu na temporada de 2009/10 quando a equipa participou, pela primeira vez na sua história no campeonato da II divisão Nacional( ex- II Divisão B)
Na Taça de Portugal o Vieira Sport Clube conseguiu, como maior proeza, chegar à 5ª Eliminatória na temporada de 1993/94. Nessa Eliminatória viria a ser eliminado, pelo então primo-divisionário, Salgueiros por um claro 0-3. Contudo, rezam as crónicas, que o Vieira Sport Clube não foi tão inferior ao adversário como o resultado indica. Para a história ficou, na retina dos adeptos vieirenses, as 4 bolas aos postes que a equipa enviou nesse jogo. 
O Vieira Sport Clube participou por 16 temporadas consecutivas na III Divisão Nacional (de 1984/85 até 1999/00). Dessa forma, detêm o "título" de equipa com maior número de presenças consecutivas na III divisão Nacional.
O Vieira Sport Clube conta, também, com todos os escalões de futebol juvenil desde os Benjamins até aos Júniores!
A equipa de seniores na época de 2012/13, conquistou a Taça AF Braga e terminou na 3ª posição da Divisão de Honra da AF Braga o que lhe garantiu um lugar na nova Divisão Pró-Nacional em 2013/14.

## Futebol

### Histórico (inclui 07/08)
|                   | Nº Presenças | Títulos |
| ----------------- | ------------ | ------- |
| Temporadas na 1ª  | 0            |         |
| Temporadas na 2ª  | 0            |         |
| Temporadas na 2ªB | 1            |         |
| Temporadas na 3ª  | 24           |         |
| Taça de Portugal  | 25           |         |
| Taça da Liga      | 0            |         |

## Estádio

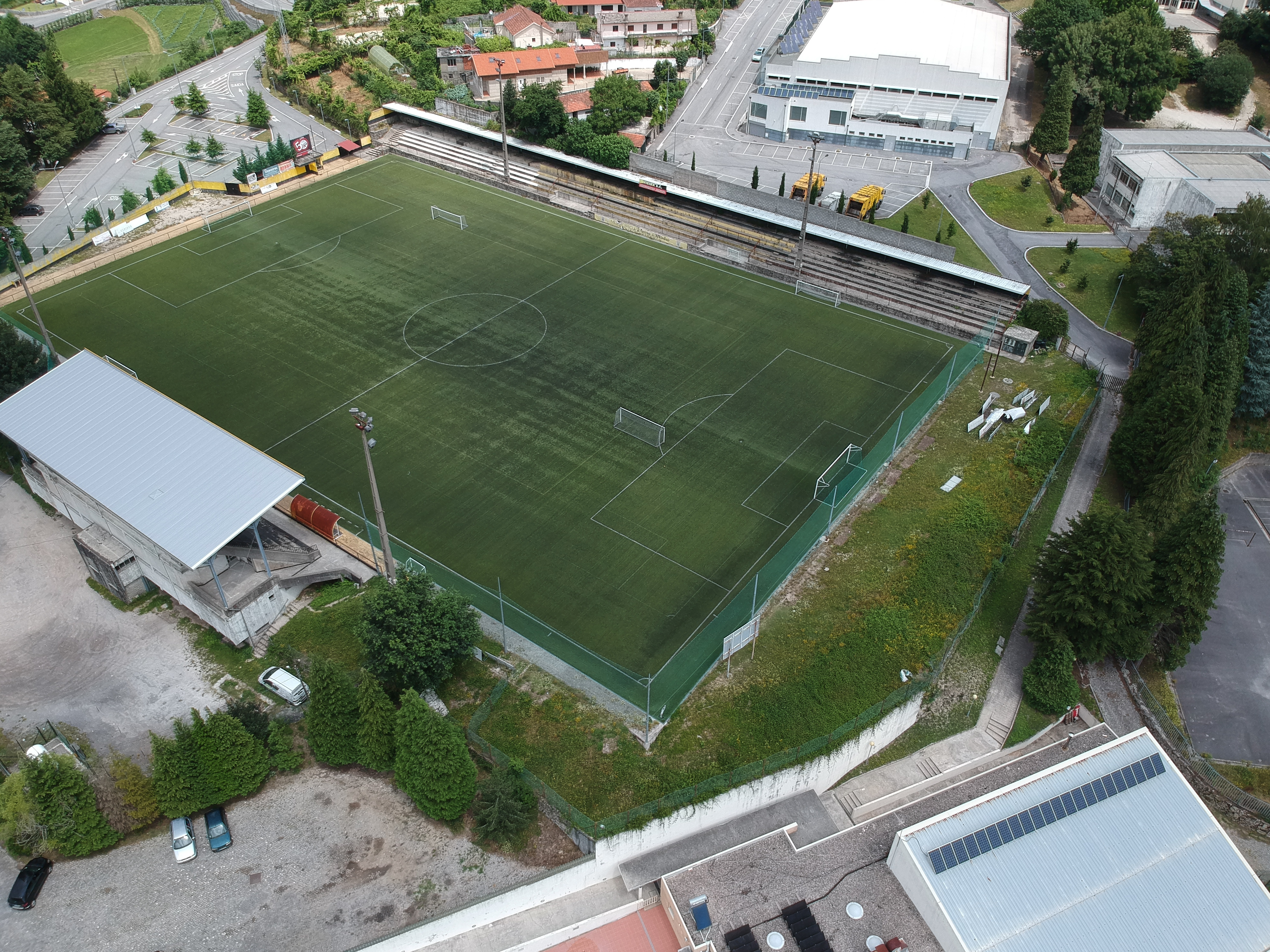
Vista aérea do Estádio Municipal de Vieira do Minho.

A equipa disputa os seus jogos caseiros no Estádio Municipal de Vieira do Minho, que apresenta um piso sintético (desde a temporada 2007/08). As dimensões do terreno estão de acordo com o regulamento de qualquer competição oficial e tem capacidade para cerca de 2 500 espectadores.
O Vieira Sport Club utiliza ainda outros campos na periferia do estádio, como campos de treinos ou mesmo para prática de futebol juvenil, embora o estádio seja o mais utilizando, mesmo nas camadas jovens.

## Equipamento
A equipa enverga equipamento da marca "Titãs" e tem o patrocínio de José Francisco, Guelmi.